# Chevy Chase

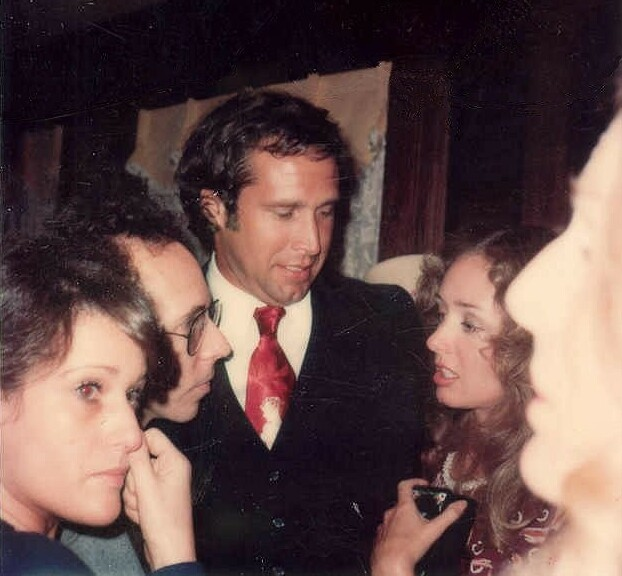
Chevy Chase em 1976

Cornelius Crane Chase (Lower Manhattan, 8 de outubro de 1943), conhecido artisticamente como Chevy Chase, é um ator americano. Seus maiores sucessos foram em atuações em filmes de comédia.
Iniciou em 1975 a carreira de comediante na televisão, no programa Saturday Night Live. Ali tornou famoso o seu bordão que parodiava os apresentadores de telejornal: "Eu sou Chevy Chase e você não é".
Fez muito sucesso na década de 1980, com o filme Caddyshack, no qual atuou com Bill Murray. Trabalhou com grandes astros da comédia, como Goldie Hawn e Steve Martin. Estrelou a série de comédias National Lampoon's.
Ele começou a atuar na comédia Community também em 2009. No entanto, deixou a série ao fim da quarta temporada por entrar conflito com o criador da série, Dan Harmon e não estar satisfeito com o rumo de seu personagem.

## Filmografia

### Cinema
| Ano  | Filme                                 | Papel                            | Notas                 |
| ---- | ------------------------------------- | -------------------------------- | --------------------- |
| 1968 | Walk... Don't Walk                    | Pedestre                         | Curta-metragem        |
| 1974 | The Groove Tube                       | Diversos                         |                       |
| 1976 | Tunnel Vision                         | Ele mesmo                        |                       |
| 1978 | Foul Play                             | Tony Carlson                     |                       |
| 1980 | Oh! Heavenly Dog                      | Browning                         |                       |
| 1980 | Caddyshack                            | Ty Webb                          |                       |
| 1980 | Seems Like Old Times                  | Nicholas Gardenia                |                       |
| 1981 | Under the Rainbow                     | Bruce Thorpe                     |                       |
| 1981 | Modern Problems                       | Max Fielder                      |                       |
| 1983 | National Lampoon's Vacation           | Clark Griswold                   |                       |
| 1983 | Deal of the Century                   | Eddie Muntz                      |                       |
| 1985 | Fletch                                | Irwin 'Fletch' Fletcher          |                       |
| 1985 | National Lampoon's European Vacation  | Clark Griswold                   |                       |
| 1985 | Spies Like Us                         | Emmett Fitz-Hume                 |                       |
| 1986 | ¡Three Amigos!                        | Dusty Bottoms                    |                       |
| 1988 | The Couch Trip                        | Condom Father                    |                       |
| 1988 | Funny Farm                            | Andy Farmer                      |                       |
| 1988 | Caddyshack II                         | Ty Webb                          |                       |
| 1989 | Fletch Lives                          | Irwin 'Fletch' Fletcher          |                       |
| 1989 | National Lampoon's Christmas Vacation | Clark Griswold                   |                       |
| 1991 | Nothing But Trouble                   | Chris Thorne                     |                       |
| 1992 | Memoirs of an Invisible Man           | Nick Halloway                    |                       |
| 1992 | Hero                                  | Deke - Diretor do Channel 4 News |                       |
| 1993 | Last Action Hero                      | Ele mesmo                        | Participação especial |
| 1994 | A Century of Cinema                   | Ele mesmo                        | Documentário          |
| 1994 | Cops and Robbersons                   | Norman Robberson                 |                       |
| 1995 | Man of the House                      | Jack Sturgess                    |                       |
| 1997 | Vegas Vacation                        | Clark Griswold                   |                       |
| 1998 | Dirty Work                            | Dr. Farthing                     |                       |
| 2000 | Snow Day                              | Tom Brandston                    |                       |
| 2002 | Vacuums                               | Mr. Punch                        |                       |
| 2002 | Orange County                         | Principal Harbert                |                       |
| 2003 | Bad Meat                              | Congressman Bernard P. Greely    |                       |
| 2003 | Bitter Jester                         | Ele mesmo                        | Documentário          |
| 2004 | Rent-a-Husband                        | Paul Parmesan                    |                       |
| 2005 | Ellie Parker                          | Dennis Swartzbaum                |                       |
| 2006 | Funny Money                           | Henry Perkins                    |                       |
| 2006 | Pollux, le manège enchanté            | Train                            | Dublagem              |
| 2006 | Goose on the Loose                    | Congreve Maddox                  |                       |
| 2006 | Zoom                                  | Dr. Grant                        |                       |
| 2009 | Stay Cool                             | Principal Marshall               |                       |
| 2010 | Hot Tub Time Machine                  | Repairman                        |                       |
| 2010 | João e o Pé de Feijão                 | Antípoda                         |                       |
| 2010 | Not Another Not Another Movie         | Max Storm                        |                       |
| 2010 | Hotel Hell Vacation                   | Clark Griswold                   |                       |
| 2015 | Férias Frustradas                     | Clark Griswold                   |                       |
| 2019 | The Last Laugh                        | Al Hart                          |                       |

### Televisão
| Ano       | Programa                 | Papel            | Notas                              |
| --------- | ------------------------ | ---------------- | ---------------------------------- |
| 1975–2007 | Saturday Night Live      | Diversos         | 35 episódios                       |
| 1993      | The Chevy Chase Show     | Ele mesmo        | Também foi roteirista e produtor   |
| 2003      | Freedom: A History of Us | Diversos         | Cinco episódios                    |
| 2004      | The Karate Dog           | Cho-Cho (voz)    | Telefilme                          |
| 2006      | Law & Order              | Mitch Carroll    | Episódio "In Vino Veritas"         |
| 2007      | Family Guy               | Clark Griswold   | Episódio "Blue Harvest"            |
| 2009      | Hjälp!                   | Dan Carter       | Oito episódios                     |
| 2009      | Chuck                    | Ted Roark        | Três episódios                     |
| 2009      | Family Guy               | Ele mesmo        | Episódio "Spies Reminiscent of Us" |
| 2009–2013 | Community                | Pierce Hawthorne | 71 episódios                       |